# Ден Кліппенштейн
Денієл Н. «Ден» Кліппенштейн (англ. Daniel N. "Dan" Klippenstein ; (30 вересня 1939 , Ейвонлі, Саскачеван  — 15 лютого 1997 , Реджайна ) — канадський керлінгіст .

## Спортивна кар'єра
У складі чоловічої збірної Канади срібний призер Чемпіонат світу 1973 року. Чемпіон Канади серед чоловіків. Грав на позиції першого.
У 1982 році введений до Зали спортивної слави провінції Саскачеван (англ. Saskatchewan Sports Hall of Fame) спільно з усією командою скіпу Харві Мазінке, яка в 1973 виграла чемпіонат Канади і стала віце-чемпіонами світу.

## Досягнення
- Чемпіонат світу з керлінгу серед чоловіків: срібло (1973).
- Чемпіонат Канади з керлінг серед чоловіків: золото (1973).

## Команди
| Сезон   | Четвертий     | Третій      | Другий           | Перший           | Турніри              |
| ------- | ------------- | ----------- | ---------------- | ---------------- | -------------------- |
| 1972-73 | Харві Мазинці | Білл Мартін | Джордж Ахтімічук | Ден Кліппенштейн | ЧК 1973 · ЧС 1973    |
| 1974-75 | Харві Мазинці | Білл Мартін | Джордж Ахтімічук | Ден Кліппенштейн | ЧК 1975 (4-те місце) |

(Скіпи виділені напівжирним шрифтом)